# Opsonización
La opsonización por anticuerpos es el proceso por el que se marca a un patógeno para su ingestión y destrucción por un fagocito. La opsonización implica la unión de una opsonina, en especial, un anticuerpo, a un receptor en la membrana celular del patógeno. Tras la unión de la opsonina a la membrana, los fagocitos son atraídos hacia el patógeno. La porción Fab del anticuerpo se une al antígeno, en tanto que la porción Fc del anticuerpo se une al receptor Fc del fagocito, facilitando la fagocitosis.  El complejo receptor-opsina también puede crear otros productos como las proteínas del sistema del complemento C3b y C4b. Estos componentes se depositan en la superficie celular del patógeno y contribuyen a su destrucción.
También se puede destruir la célula por un proceso denominado citotoxicidad dependiente de anticuerpo en el cual el patógeno no necesita ser fagocitado para su destrucción. Durante este proceso, el patógeno es opsonizado al unírsele un anticuerpo IgG.  El anticuerpo desencadena la liberación de productos de lisis de células como monocitos, neutrófilos, eosinófilos y células asesinas naturales. Este proceso puede provocar la inflamación de los tejidos circundantes y dañar las células sanas.